# هنري الثاني ملك نافار
هنري الثاني (18 أبريل 1503 - 25 مايو 1555) كان أكبر أبناء خوان الثالث ملك نافارا, و الملكة كاتالينا الأولى, هي أخت فرانسيس فويبس، ملك نافار، ولد في سانجوسي في أبريل 1503.
عندما ماتت كاثرين في المنفى عام 1517, نجح هنري في المطالبة بحقه في حكم نافارا, الذي عارضه فرناندو الثاني ملك أراغون وتحت حماية الملك فرانسوا الأول ملك فرنسا تم إعلانه ملك نافار، بعد مؤتمرات مطولة ومحادثات في نوايون في عام 1516 في مونتبيلير عام 1518, تم بذل جهد في عام 1521 من أجل تتويجه وجلوسه على العرش, ولكن القوات الفرنسية التي طوقت البلد لم تستجيب للمطالبات.
في عام 1525 تم أخذ هنري كأسير بعد معركة بافيا, ولكنه تمكن من الهرب, وفي عام 1526 تزوج من مارغريت دي أنغولم (11 أبريل 1492 - 1549), أخت الملك فرانسوا الأول وأرملة شارلز, دوق الينكون. وعن طريقها تمكن من إنجاب جين ألبرت (1528 - 1572), وهي والدة هنري الرابع ملك فرنسا، هنري الذي كانت عنده كراهية للهوجينوت, مات في باو في 25 مايو 1555.

## زواجه

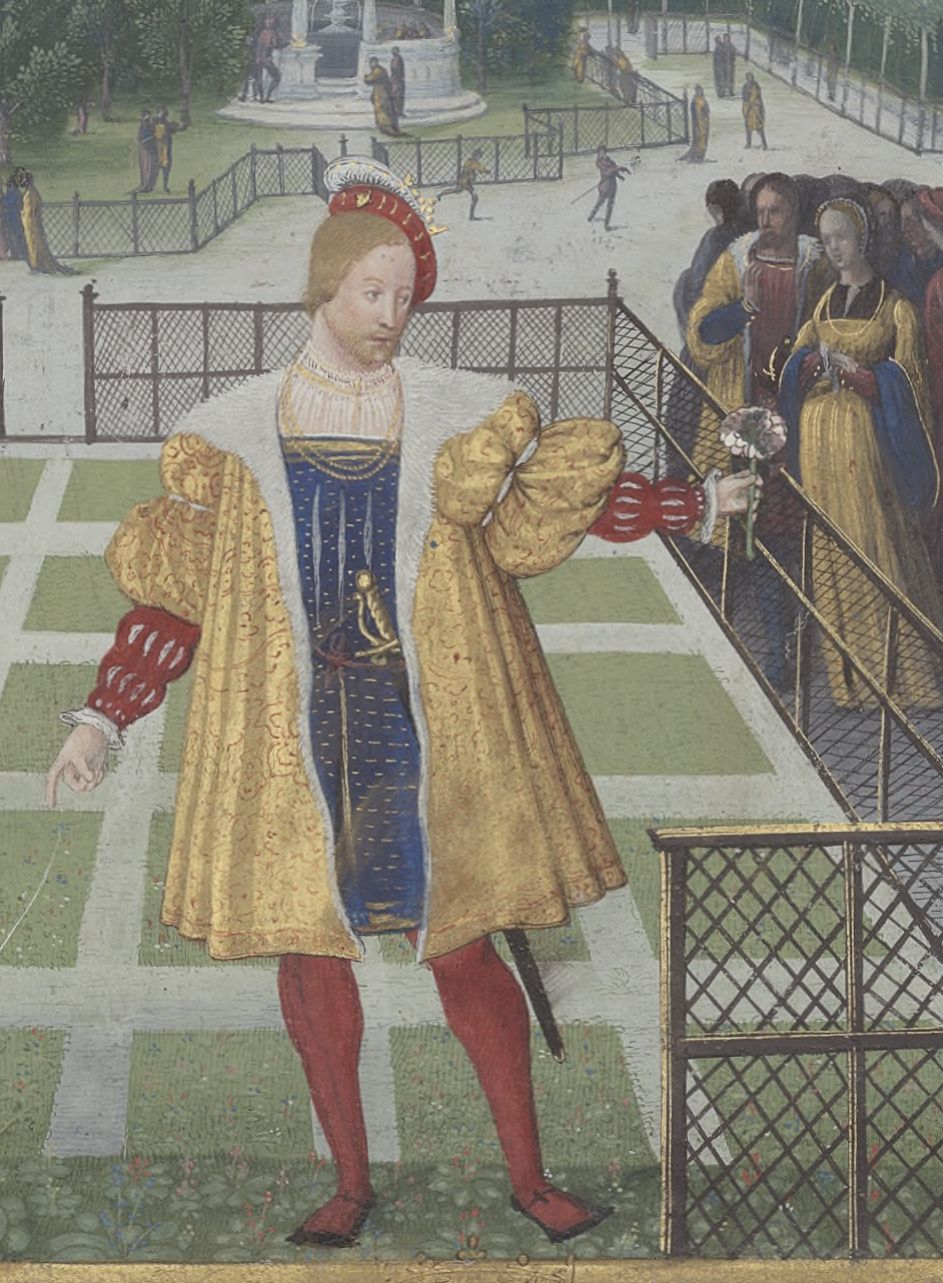
هنري في القرون الوسطى

في 1526, تزوج مارغريت دي أنغولم وأصبحت معه ملكة نافارا قرينة (11 أبريل 1492 - 21 ديسمبر 1549) وأنجبا:
1. خوانا الثالثة ملكة نافارا (1528-1572)
2. ابن (مات صغيرا).